# Copa Philips
A Copa Philips foi um torneio amistoso internacional realizado na cidade de Eindhoven, Países Baixos, patrocinado pela multinacional Philips. A competição contou com a presença da equipe do Borussia Mönchengladbach da Alemanha, o Anderlecht, campeão Belga da temporada, o PSV Eindhoven, então campeão do Campeonato Neerlandês e o Grêmio, que se sagrou campeão.

## Equipes participantes
| Equipe        | País          |
| ------------- | ------------- |
| Grêmio        | Brasil        |
| Borussia      | Alemanha      |
| Anderlecht    | Bélgica       |
| PSV Eindhoven | Países Baixos |

## Regulamento
O torneio foi disputado em dois dias, 09 de agosto e 10 de agosto de 1986. No primeiro dia, foram disputadas as semifinais, e no segundo dia a decisão do terceiro lugar e a final.

## Esquema
|  | Semifinais     | Semifinais   |   |              | Final          | Final |  |
|  |                |              |   |              |                |       |  |
|  | 09 de agosto   |              |   |              |                |       |  |
|  | Anderlecht     | 1            |   |              |                |       |  |
|  | Grêmio         | 3            |   |              |                |       |  |
|  |                |              |   |              |                |       |  |
|  |                |              |   |              | 10 de agosto   |       |  |
|  |                |              |   |              | Grêmio         | 2     |  |
|  |                | Borussia     | 1 |              |                |       |  |
|  |                |              |   |              |                |       |  |
|  |                |              |   |              |                |       |  |
|  |                |              |   |              | Terceiro lugar |       |  |
|  | 09 de agosto   | 09 de agosto |   | 10 de agosto | 10 de agosto   |       |  |
|  | PSV Eindhoven  | 2 (3)        |   | Anderlecht   | 2              |       |  |
|  | Borussia (pen) | 2 (4)        |   |              | PSV Eindhoven  | 1     |  |

## Jogos
Semifinais
| 09 de agosto | Anderlecht | 1 – 3 | Grêmio                | Philips Stadion, Eindhoven |
|              |            |       | Renato · Raul · Ortiz |                            |

| 09 de agosto | PSV Eindhoven                 | 2 – 2 | Borussia Mönchengladbach | Philips Stadion, Eindhoven |
|              | Van der Gijp · Van der Gijp · |       | Borowka · Rahn ·         |                            |

|  |       | Penalidades |
|  | 3 – 4 |             |

Disputa do terceiro lugar
| 10 de agosto | Anderlecht         | 2 – 1 | PSV Eindhoven | Philips Stadion, Eindhoven |
|              | Krnčević · 33 · 34 |       | Gullit · 17   |                            |

Final
| 10 de agosto | Grêmio                  | 2 – 1 | Borussia Mönchengladbach | Philips Stadion, Eindhoven |
|              | Renato · João Antônio · |       | Lienen ·                 | Árbitro: Jan Kaiser        |

## Premiação
| Copa Philips 1986          |
| Brasil.                    |
| -------------------------- |
| GRÊMIO Campeão (1º título) |